# 聖書之研究

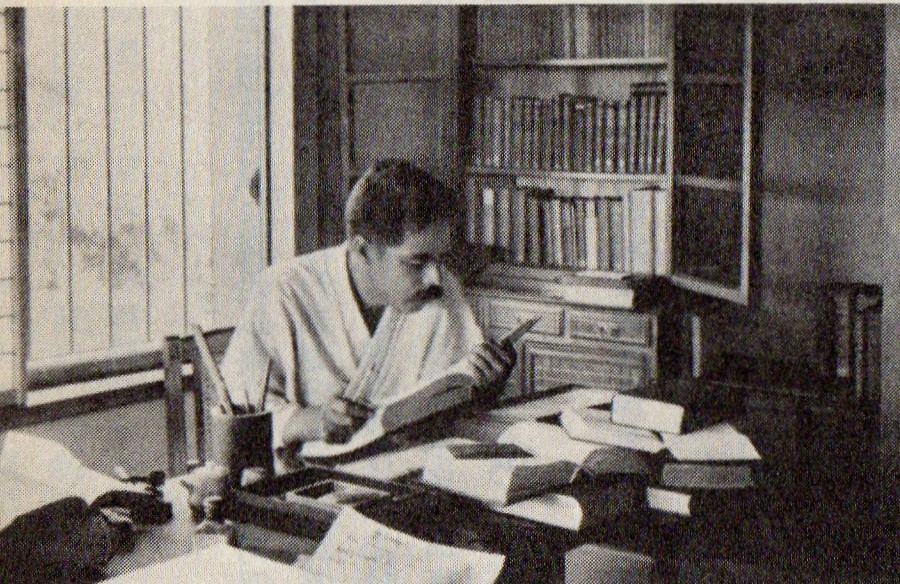
東京府柏木(現・東京都新宿区)の自宅書斎で聖書研究をする内村鑑三

『聖書之研究』（せいしょのけんきゅう）は、1900年（明治33年）より1930年（昭和5年）まで刊行された、日本で最初の聖書雑誌である。

## 経緯

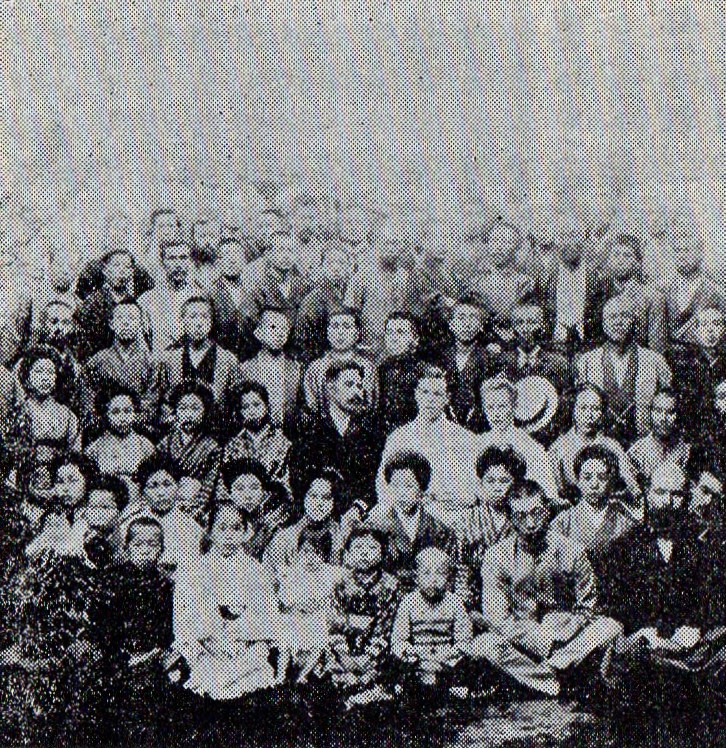
『聖書之研究』第百号記念感謝会(1908年6月)

内村鑑三は、1898年（明治31年）5月22日に萬朝報を退社して、同年6月10日『東京独立雑誌』の主筆として雑誌記者になる。『東京独立雑誌』で、内村は社会、政治、文学、科学、教育、宗教上の問題の評論を始めた。しかし、1900年7月5日の第72号をもって突然廃刊した。
内村は『東京独立雑誌』の最終号に『聖書之研究』を創刊を広告した。内村はアマースト大学時代から『聖書之研究』という名前の雑誌を公刊したいと考えていた。
1900年10月3日に第1号が刊行された。創刊号では「感話」「説教」、聖書の「講話」と「研究」などを主筆の内村鑑三が執筆している。ほかには田村直臣、住谷天来、吉野臥城などが執筆している。初号の3000部は完売して、再版を出している。
東京独立雑誌が「義」を説くモーセの律法ならば『聖書之研究』は「愛」を伝えるキリストの福音であると内村は見ていた。
内村鑑三が1930年（昭和5年）3月28日に没した後、遺言によって357号にて終刊された。